# Battledores and Shuttlecocks
Desde a Idade Média que na Inglaterra se conhecia um jogo infantil conhecido como Battledores and Shuttlecocks, semelhante ao moderno Badminton, em que as crianças usavam uma raquete (Battlepad), semelhante à actual raquete de ténis de mesa, para manter no ar um volante (Shuttlecock). Os participantes da brincadeira colaboravam entre si para manter a volante no ar o maior tempo possível.